# Polycelis koslowi
Polycelis koslowi is een platworm (Platyhelminthes). De worm is tweeslachtig. De soort leeft in of nabij het zoete water.
De platworm behoort tot de familie Planariidae. De wetenschappelijke naam van de soort werd, als Sorocelis koslowi, voor het eerst geldig gepubliceerd in 1911 door Zabusov.